# الهيئة العامة لتنظيم قطاع الاتصالات (الإمارات)
تأسست الهيئة العامة لتنظيم قطاع الاتصالات والحكومة الرقمية في دولة الإمارات العربية المتحدة وفقاً للمرسوم ب قانون اتحادي رقم 3 لسنة 2003، يتمحور دورها في مجالين رئيسيين وهما تنظيم قطاع الاتصالات، وتمكين التحول الرقمي على المستوى الوطني.
يتلخص دور الهيئة التنظيمي في ضمان تأمين خدمات اتصالات متميزة، وتطوير قطاع الاتصالات، ورعاية مصالح الأطراف، وتطبيق أطر السياسات والأنظمة ذات الصلة، وتطوير الموارد البشرية، وتشجيع البحوث والتطوير، بما يضمن للإمارات العربية مكانة إقليمية وعالمية رائدة في قطاع الاتصالات.
وفي مجال تمكين التحول الرقمي، تتولى الهيئة مسؤولية الإشراف على الحكومة الرقمية الاتحادية بموجب القانون رقم 3 لسنة 2011. ومنذ ذلك الوقت أصبحت الهيئة مسؤولة عن التحول الرقمي على المستوى الوطني من خلال هدفين استراتيجيين هما: تعزيز أسلوب الحياة الذكي، والريادة في البنية التحتية الرقمية في دولة الإمارات العربية المتحدة. 

## قطاع الاتصالات في دولة الإمارات
الخط الزمني لتطور قطاع الاتصالات في الدولة:
| 1960          | شركة تليفون دبي المحدودة |
| بعد عدة سنوات | تأسيس شركات هاتف وبرق أبوظبي والشارقة ورأس الخيمة والفجيرة |
| 1976          | دمج كافة شركات الهاتف والبرق تحت مظلة واحدة هي (مؤسسة الإمارات للاتصالات)/ اتصالات                                                                                                  |
| 1997          | الثريا للاتصالات- رائدة في مجال الاتصالات الفضائية |
| 2003          | قانون بإنشاء الهيئة العامة لتنظيم قطاع الاتصالات في الدولة |
| 2006          | · تسجيل القمر الصناعي (دبي سات) مع الاتحاد الدولي للاتصالات، · سياسة إدارة أسماء النطاق العربي).ae( · حصلت شركة الإمارات للاتصالات المتكاملة (ش.م.ع) على رخصة مشغل الاتصالات الثاني |
| حالياً         | الانتقال إلى شبكات الجيل الخامس |

## أدوار هيئة تنظيم اتصالات والحكومة الرقمية

### أولاً: تنظيم قطاع الاتصالات
تستمد الهيئة هذا الدور من قانون قطاع الاتصالات ولائحته التنفيذية. وتتلخص أهداف الهيئة في هذا السياق بضمان تأمين خدمات الاتصالات في جميع أنحاء الدولة، وإنجاز تحسين الخدمات بما يتعلق بالنوعية والتنوع، وضمان نوعية الخدمات بما يتطابق مع شروط الرخصة من قبل المرخصين، وتشجيع خدمات الاتصالات وتقنية المعلومات في الدولة، والترويج لقطاع الاتصالات، وتطويره بالدولة من خلال التدريب والتنمية وتأسيس مؤسسات تدريبية ذات صلة بالقطاع، بالإضافة إلى إيجاد الحلول للخلافات التي قد تطرأ بين المشغلين المرخصين، وتأسيس وتطبيق إطار للسياسات والتنظيمات، والترويج للتكنولوجيا الحديثة، والمساهمة في تطوير الموارد البشرية في الدولة، وتشجيع البحوث والتطوير، بما يضمن لدولة الإمارات العربية المتحدة دوراً إقليمياً متقدماً في مجال الريادة في قطاع الاتصالات وتكنولوجيا المعلومات.

#### ثانياً، تمكين التحول الرقمي على المستوى الوطني
قضى القانون رقم 3 لسنة 2011 بإحالة مهمة الحكومة الإلكترونية الاتحادية إلى الهيئة العامة لتنظيم قطاع الاتصالات والحكومة الرقمية. وفي مايو 2013 أطلق صاحب السمو الشيخ محمد بن راشد آل مكتوم نائب رئيس الدولة رئيس مجلس الوزراء حاكم دبي رعاه الله مبادرة الحكومة الذكية، وتم تشكيل اللجنة العليا التي أحالت مهمة تنفيذ المبادرة إلى الهيئة العامة لتنظيم قطاع الاتصالات والحكومة الرقمية بتمويل من صندوق الاتصالات ونظم المعلومات.
منذ ذلك الوقت تعزز الدور التمكيني للهيئة حيث باتت مسؤولة عن مجمل البنى التحتية الرقمية في الدولة، وتجسد ذلك من خلال الشبكة الإلكترونية الاتحادية (FedNet) وربطها بالشبكات المحلية في كل من إمارة أبوظبي وإمارة دبي. كما تجلى ذلك في مشاريع أخرى كإدارة البوابة الرسمية لحكومة الدولة، وإنشاء وتطوير الرابط الحكومي للخدمات (GSB)، والهوية الرقمية (UAE Pass) ومشروع رصد وقياس ممكنات الحكومة الذكية وغيرها.
عُهدت إلى الهيئة العديد من المسؤوليات المرتبطة بقطاع الاتصالات ونظم المعلومات داخل وخارج دولة الإمارات. كما أن الهيئة مسؤولة عن تمثيل الدولة في العديد من المحافل الدولية، حيث تم انتخابها لمقعد في مجلس الاتحاد الدولي للاتصالات التابع لمنظمة الأمم المتحدة للأعوام 2006-2010، وهي عضو في الشبكة العربية لهيئات تنظيم الاتصالات (آرنت) والمجموعة العربية لإدارة الطيف الترددي والمكتب الفني في مجلس التعاون لدول الخليج العربية.

## المدير العام
ماجد سلطان المسمار
مدير عام الهيئة العامة لتنظيم قطاع الاتصالات والحكومة الرقمية بموجب المرسوم الاتحادي رقم 94 لسنة 2021.
يتولى مهمة الإشراف على تنفيذ مسؤوليات الهيئة وفق قانون الاتصالات الصادر بالمرسوم الاتحادي رقم (3) لسنة 2003 وتعديلاته، والذي يتضمن تنظيم شؤون قطاع الاتصالات في الدولة، وضمان إيجاد بيئة تنافسية عادلة في السوق المحلية، ووفق توجيهات قيادة الدولة المتمثلة في المرسوم رقم (23) الصادر بتاريخ 27 سبتمبر 2020م والقاضي بتعديل بعض أحكام المرسوم بقانون رقم (3) لسنة 2003 في شأن تنظيم الاتصالات، وإضافة «الحكومة الرقمية» إلى مهام الهيئة واسمها.
كما يتولى منذ عام 2017 منصب رئيس مجلس أمناء صندوق تطوير قطاع الاتصالات وتقنية المعلومات، الذي يهدف لتحقيق تطورات سريعة ملموسة في قطاع تكنولوجيا المعلومات والاتصالات في دولة الإمارات العربية المتحدة. ومن خلال هذا الموقع يشرف سعادته على استثمارات الصندوق في تمويل المشاريع الخاصة بالتعليم (تهيئة الكوادر الوطنية لقيادة المستقبل الرقمي من خلال تمويل البعثات الدراسية في مجال قطاع الاتصالات والمعلومات) ودعم البحوث العلمية والمشاريع الوطنية والحاضنات التكنولوجية.
يتمتع بخبرة تمتد لـ 30 عاماً في مجال الاتصالات والتقنيات والشبكات اللاسلكية والتخطيط والتطوير وإدارة المشاريع والسياسات والاستراتيجيات والتنظيمات حيث عمل محلياً في شركة اتصالات الإماراتية وإقليمياً في شركة موبايلي للاتصالات بالمملكة العربية السعودية ودولياً في شركة اتصالات - الهند.
خلال مسيرته المهنية الحافلة، تقلد العديد من المناصب الوظيفية الرفيعة، مثل منصب نائب المدير العام لقطاع الاتصالات في هيئة تنظيم الاتصالات والحكومة الرقمية منذ عام 2010، ونائب أول للرئيس التنفيذي لمجموعة اتصالات للمشاريع الدولية الخاصة، والرئيس التنفيذي للعمليات في شركة اتصالات - الهند، والرئيس التنفيذي للتكنولوجيا لشركة الاتصالات (موبايلي) في المملكة العربية السعودية.
سعادته عضو في لجنة السياسات والتشريعات في مجلس الثورة الصناعية الرابعة، وعضو في المجلس الاستشاري لغرفة دبي للاقتصاد الرقمي، وعضو في مجلس الإمارات للذكاء الاصطناعي والبلوك تشين، كما يحمل سعادته عضوية اللجنة التوجيهية الخاصة بتقنية الجيل الخامس، وهو عضو في اللجنة العليا لبرنامج محمد بن راشد للتعليم الذكي، وكذلك في العديد من اللجان الوطنية الأخرى.
انتخب المهندس ماجد سلطان المسمار رئيساً لمؤتمر المندوبين المفوضين 2018، وهو الحدث العالمي الأكبر في مجال الاتصالات وتكنولوجيا المعلومات، والذي يعتبر أعلى سلطة في الاتحاد الدولي للاتصالات، والذي انعقدت فعالياته في مركز دبي التجاري العالمي.
وترأس سعادته مؤتمر القمة العالمية لمجتمع المعلومات في جنيف 2018، وتولى قيادة فريق الهيئة للفوز باستضافة الدولة لمؤتمر الراديو العالمي (WRC-23).
يحمل المهندس ماجد المسمار درجة البكالوريوس في الهندسة الكهربائية من جامعة «نورث إيسترن» - بوسطن في ماساتشوستس الولايات المتحدة الأمريكية وتخرج عام 1990، وهو من خريجي برنامج قادة المستقبل في شركة الإمارات للاتصالات (2008_2006) في الفئة التنفيذية، ومن خريجي برنامج الشيخ محمد بن راشد لإعداد القادة فئة القيادات الحكومية (2010_2008).

## جوائز الهيئة
·       جائزة مجلة «.غوف». في عام 2015 عن مشروع: مركز الإبداع الحكومي (خدمة التدريب الذكي)
·       جائزة مجلة «.غوف». في عام 2015 عن مشروع: الشبكة الإلكترونية الاتحادية
·       جائزة الشرق الأوسط للمدن الذكية عن مشروع الشبكة الإلكترونية الاتحادية
·       جائزة سمو الشيخ سالم العلي الصباح للمعلوماتية في عام 2019 عن مشروع: نظام إدارة المتعاملين الموحد
·       جوائز القمة العالمية لمجتمع المعلومات عن مشروع: برنامج الحكومة الذكية
·       جوائز القمة العالمية لمجتمع المعلومات عن مشروع: موسوعة الإمارات
درع الحكومة الذكية عن مشروع: تطبيق متجر الإمارات

## الخدمات الرقمية
تقدم الهيئة العامة لتنظيم قطاع الاتصالات والحكومة الرقمية خدمات رقمية تخدم مصالح  الحكومة والأعمال والأفراد بالإضافة إلى تقديم الدورات والمحاضرات والدعم والمساندة.

## البيانات المفتوحة
تعمل الهيئة على رفع مستوى المعرفة في مجال قطاع الاتصالات وتقنية المعلومات من خلال تطبيق سياسة البيانات المفتوحة

## مركز الإبداع الرقمي
مركز الإبداع الرقمي هو أحد مبادرات الحكومة الذكية، ويوفر المركز خدمات الاختبار والتحقق من أمن ووظيفة التطبيقات الذكية للدوائر الحكومية والمؤسسات التعليمية في دولة الإمارات ودول مجلس التعاون الخليجي، كما يقوم المركز أيضاً بعرض أدوات التكنولوجيا الحديثة والمبتكرة بحيث يمكن للإدارات الحكومية والمؤسسات التعليمية والصناعية أن تتعرف عليها عن طريق القيام بتجربة هذه التقنيات.

## برنامج بعثة
قام صندوق تطوير قطاع الاتصالات وتقنية المعلومات – إحدى مبادرات الهيئة العامة لتنظيم قطاع الاتصالات والحكومة الرقمية – بإطلاق برنامج بعثة الذي يهدف إلى تعزيز دور ومكانة قطاع التعليم الوطني من خلال دعم ورعاية الكوادر الوطنية المتميزة علمياً لدفع مسيرة التعليم بالدولة في التخصصات ذات العلاقة بقطاع الاتصالات وتقنية المعلومات، التي تلبي احتياجاته المتنامية سنوياً، بما يتناسب والطلب المتنامي أيضاً على الموارد البشرية المواطنة المتخصصة في هذا القطاع.

## روابط ذات صلة
الهيئة العامة لتنظيم قطاع الاتصالات والحكومة الرقمية
·      فريق الاستجابة الوطنية لطوارئ الحاسب الآلي
·      إدارة أسماء نطاق الإ نترنت (aeda.ae)
·      صندوق تطوير قطاع الاتصالات وتقنية المعلومات
متجر الخدمات الرقمية

## حكومة دولة الإمارات الذكية
- البوابة الرسمية لحكومة دولة الإمارات العربية المتحدة
- بوابة البيانات الرسمية لحكومة دولة الإمارات العربية
- بوابة المشاركة الإلكترونية بحكومة دولة الإمارات العربية المتحدة (شاركنا)
- بوابة دولة الإمارات لأهداف التنمية المستدامة
- بوابة دولة الإمارات للبيئة
- بوابة دولة الإمارات للعمل
- الأكاديمية الافتراضية للحكومة الذكية
- مركز إبداع الحكومة الذكية

## المرخص لهم في دولة الإمارات
- مؤسسة الإمارات للاتصالات

- دو
- نداء
- الثريا
- شركة الياه للاتصالات الفضائية

## وصلات خارجية
موقع الهيئة العامة لتنظيم قطاع الاتصالات والحكومة الرقمية
البوابة الرسمية لدولة الإمارات العربية المتحدة
موقع مجلس الوزراء في دولة الإمارات العربية المتحدة